# Halkieria
Halkieria é um gênero fóssil de moluscos da família Halkieriidae do período Cambriano. Restos fósseis deste gênero foram encontrados no Canadá, Estados Unidos, Dinamarca (Groenlândia), Inglaterra, França, Rússia (Sibéria), Cazaquistão, Mongólia, China, Paquistão, Austrália e Antártida.
Espécies reconhecidas:
- Halkieria alata Duan, 1984
- Halkieria amorpha Meshkova,1974
- Halkieria bisulcata Qian & Yin, 1984
- Halkieria costulata Meshkova, 1974
- Halkieria curvativa Mambetov in Missarzhevsky & Mambetov, 1981
- Halkieria deplanatiformis Mambetov in Missarzhevsky & Mambetov, 1981
- Halkieria desquamata Duan, 1984
- Halkieria directa Mostler, 1980
- Halkieria elonga Qian & Yin, 1984
- Halkieria equilateralis Qian & Yin, 1984
- Halkieria evangelista Conway Morris & Peel, 1995
- Halkieria folliformis Duan, 1984
- Halkieria fordi Landing, 1991
- Halkieria hexagona Mostler, 1980
- Halkieria lata Mostler, 1980
- Halkieria longa Qian, 1977
- Halkieria longispinosa Mostler, 1980
- Halkieria maidipingensis Qian, 1977
- Halkieria mina Qian, Chen & Chen, 1979
- Halkieria mira Qian & Xiao, 1984
- Halkieria obliqua Poulsen, 1967
- Halkieria operculus Qian, 1984
- ?Halkieria pennata He, 1981 [=?Halkieria sthenobasisJiang in Luo et al., 1982]
- Halkieria phylloidea He, 1981
- Halkieria praeinguis Jiang in Luo et al., 1982
- Halkieria projecta Bokova, 1985
- Halkieria sacciformis Meshkova, 1969
- Halkieria solida Mostler, 1980
- Halkieria sthenobasis Jiang in Luo et al., 1982
- Halkieria stonei Landing, 1989
- Halkieria symmetrica Poulsen, 1967
- Halkieria terastios Qian, Chen & Chen, 1979
- Halkieria uncostata Qian & Yin, 1984
- Halkieria undulata Wang, 1994
- Halkieria ventricosa Mostler, 1980
- Halkieria wangi Demidenko, 2010
- Halkieria zapfei Mostler, 1980